# Zamek w Radłówce
Die Burgruine bei Radłówka (polnisch Zamek w Radłówce) ist die Ruine einer Höhenburg in Radłówka (deutsch: Hartelangenvorwerk) in der Stadt- und Landgemeinde Lwówek Śląski (Löwenberg) im Powiat Lwówecki der Woiwodschaft Niederschlesien in Polen.
Die Burg Hartlangenvorwerk gehörte bis 1500 der Stadt Löwenberg, danach war sie in Besitz des Siegmund von Zedlitz. In den 1520ern wurde die Burg auf unregelmäßigem Grundriss neu erbaut und Mitte des 18. Jahrhunderts aufgegeben. Sie war von einem doppelten Gürtel von Burggräben umgeben.